# Ansa Ikonen
Ansa Ikonen (19 de diciembre de 1913-23 de mayo de 1989) fue una actriz teatral y cinematográfica finlandesa, una de las más destacadas estrellas de la edad de oro del cine de Finlandia.

## Biografía

### Inicios
Su nombre completo era Aili Ansa Inkeri Ikonen, y nació en San Petersburgo, Imperio Ruso, siendo su padres Aleksanteri Ikonen (1892–1925) y Adele Katriina Honkanen (1892–1945). Tuvo dos hermanas, Hilkka Terttu Tellervo (nacida en 1914) y Aino Katriina (1921) que fallecieron en su infancia a causa de una neumonía. Su padre, de hermosa voz, era aficionado al teatro, y decidió que su hija aprendiera canto. El ambiente social y familiar en San Petersburo hizo que Ansa hablara el finlandés y el ruso.
Ansa pasó una niñez pobre, motivada por la Revolución de Octubre. Al final de la misma la familia se mudó a Finlandia donde, aunque eran ciudadanos finlandeses, se les consideraba ”rusos”. Asentados en Helsinki, su padre falleció en enero de 1925, quedando la familia con dificultades económicas.
Siendo niña, Ansa Ikonen estaba fascinada por la actuación y, sobre todo, por el cine. Tras sus estudios primarios y secundarios, estudió canto en el conservatorio, graduándose en la primavera de 1933. 

### Carrera teatral
Elbe Nissinen contrató a Ansa Ikonen para formar parte del coro del Teatro Kansan Näyttämö, el cual en 1933 se fusionó con el Koiton Näyttämö para formar el Teatro Nacional de Helsinki (Helsingin Kansanteatteri). En sustitución de una actriz enferma, Ikonen pudo protagonizar la opereta Havaijin kukka. Hilja Jorma, que había dado clases a Ikonen, la recomendó al director del Teatro Nacional de Finlandia, Eino Kalima, empezando a trabajar en dicho centro poco antes de su debut como actriz cinematográfica. En 1935 comenzó su trayectoria  de 44 años en dicho teatro, cambiando su nombre Aili por el artístico de Ansa Ikonen. 
En la segunda mitad de la década de 1930 pertenecía a la generación de jóvenes intérpretes del Teatro Nacional junto a Tauno Palo, Unto Salminen (1910–1972), Kyllikki Väre (1912–1951) y Rauli Tuomi (1919–1949). Se inició actuando en el drama de Aleksis Kivi Yö ja päivä, estrenado el 12 de octubre de 1934, coincidiendo con el centenario del escritor. Su primera gran oportunidad llegó con el papel de Kate Sanger en la pieza de Margaret Kennedy Tessa, estrenada en octubre de 1935. Entre 1936 y 1937 Ikonen también fue Sonjaa en la adaptación de la novela de Fiódor Dostoievski Crimen y castigo, actuando junto a Unto Salminen.
En la obra de Arvi Pohjanpää Jumalan käskynhaltija, representada en 1937, Ikonen actuó junto a Eino Kaipainen, pero su papel de Helena no fue bien acogido por la crítica. Sin embargo, sí tuvo buena recepción su actuación en la adaptación de la obra al cine en 1939, Jumalan tuomio. En la primavera de 1938 actuó en la pieza de Simo Penttilä Vaarallinen ikä, en este caso con buenas críticas. Otras obras en dicha década fueron Ihmeellinen Joosef y Nauru rakkaudelle.
La Unión Soviética invadió Finlandia el 30 de noviembre de 1939, iniciándose la Guerra de Invierno. Ikonen huyó a Forssa, donde su marido, Jalmari Rinne, tenía un pariente. Ella dio a luz a su primera hija, Katrina, en Pori el día de la Independencia de 1939. Por causa de la guerra hubo de dejar Forssa y mudarse a Estocolmo con su bebé. Finalizada la guerra pudo volver a Helsinki.
El Teatro Nacional, al igual que otros, hubo de cerrar durante la guerra. Pero durante la Paz interina actuó de nuevo en el Teatro Nacional con la comedia de William Shakespeare Mucho ruido y pocas nueces, alternando su papel de Beatriz con Henny Waljus.
Sin embargo, en junio de 1941 se inició la Guerra de Continuación contra la Unión Soviética. En esta contienda Ikonen, al igual que otros artistas, fue miembro de las fuerzas de entretenimiento, participando en giras celebradas en el frente y en hospitales militares, actuando a menudo junto a Tauno Palo. Al mismo tiempo pudo actuar en el Teatro Nacional en la pieza de Klaus Suomela Hopeakihlajaiset, en la de Molière Anfitrión, y en la Carlo Goldoni Majatalon emäntä. En 1943 fue Miss Hardcastle en la comedia de Oliver Goldsmith Erehdysten yö, con gran resultado de crítica. También recibió buenas críticas como Hilde en la obra de Henrik Ibsen Rakentaja Solness. 
En 1945, ya finalizada la guerra, participó en una gira de Ettei rakkauteni unohtuisi, actuando con Edvin Laine y Leif Wager, con buen resultado de público. Aún más popular fue la comedia Rakas lurjus, de Mika Waltari, que se representó durante siete veranos. Y que se estrenó en Somero en julio de 1947.
Fue Julieta en Romeo y Julieta en la primavera de 1946, alternando el papel con Eeva-Kaarina Volanen, encarnando a Romeo Rauli Tuomi. La obra fue dirigida por Pekka Alpo. Ese mismo año, en otoño, Ikonen trabajó en el drama de Federico García Lorca Bodas de sangre. Otras piezas en las que actuó a finales de la década fueron la de Seere Salminen Katarina, kaunis leski, así como la de August Strindberg Eerik XIV.
Su mayor éxito teatral fue el personaje Lady Teazle en la comedia de Richard Brinsley Sheridan Juorukoulu. La obra se estrenó en el Teatro Nacional en la primavera de 1950 bajo la dirección de Wilho Ilmari, con un elenco formado por Uuno Laakso, Aku Korhonen, Unto Salminen, Joel Rinne y Henny Waljus.
Durante los Juegos Olímpicos de Helsinki 1952, Ikosen trabajó en la pieza de Henrik Ibsen Casa de muñecas. Ese mismo año actuó con Palo en Sankari pimeästä, de Simo Penttilä. A finales de la década formó parte del reparto de la obra de Waltari Miljoonavaillinki, dirigida por Edvin Laine. En la adaptación al cine rodada en 1961, Ikonen cambió de personaje, interpretando el suyo original Liana Kaarina.
Ikonen repitió su personaje de Juorukoulun, Lady Teazlen, en 1960, cuando celebraba sus 25 años como actriz. Su trabajo fue bien recibido por el crítico Sole Uexküll. Al año siguiente actuó en las obras Katupeilin takana y Keisarinna.
Uno de sus papeles teatrales más destacados llegó en 1962. Fue el de Julia en la obra de Maria Jotuni Tohvelisankarin rouva. Al siguiente año trabajó con Tauno Palo en la comedia de Muriel Spark Filosofiantohtorit, participando igualmente en El burgués gentilhombre, de Molière.
A lo largo de los años 1960 su carrera teatral perdió impulso y actuó cada vez com mayor frecuencia en papeles de reparto. Aun así, protagonizó Päämaja (1966), Tuomio (1967) y Auringon lapset (1969).
En 1971 celebró 35 años de carrera con el papel de Celimena en El misántropo, de Molière. Ese mismo año actuó también en la pieza de Ödön von Horváth Wienerwaldin tarinoita. En 1972 fue parte del elenco de Nuori Ida Aalberg, Liikemies (de Honoré de Balzac), y Tukkijoella (de Teuvo Pakkala). 
En sus últimos años de carrera actuó en Lorenzaccio (1974, de Alfred de Musset), Herra Puntila ja hänen renkinsä Matti (1975, de Bertolt Brecht), Bodas de sangre (1976), Justiina (1977), y Papin perhe (1978, de Minna Canth). 
Finalmente, Ansa Ikonen dejó de actuar en el Teatro Nacional en el año 1978. En el año 1981 hizo una gira de despedida, actuando en la obra de Sidney Howard Äiti rakastaa, dirigida por Seppo Kolehmainen.

### Carrera cinematográfica

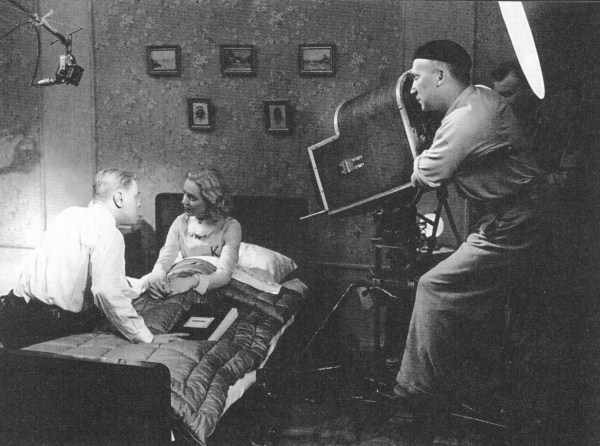
Valentin Vaala dirige a Ansa Ikonen en Vaimoke

Ansa Ikonen debutó en el cine con las películas Meidän poikamme ilmassa – me maassa (1934) y Syntipukki (1935). Ese mismo año fue la protagonista femenina de Kaikki rakastavat (1935), de Valentin Vaala, en la cual actuaba junto a Tauno Palo
Vaala consideraba a Ikonen como una comediante de talento, y su próxima cinta, Vaimoke (1936), la convirtió en una de las favoritas del público, al igual que Palo, su compañero de reparto. Vaala fue un director esencial en la carrera del Ikonen en el cine, enseñando a la actriz a diferenciar el trabajo teatral del cinematográfico.
Vaimoke (1936), fue una película basada en una novela de Hilja Valtonen con guion de Tauno Tattari, y en la misma también actuaba Palo.
Después rodó dos dramas, Ja alla oli tulinen järvi (1937) y Koskenlaskijan morsian (1937). Esta última fue un éxito de taquilla y fue dirigida por Vaala, siendo la tercera producción con Tauno Palo.
Tras Koskenlaskijan morsiamesta, Ikonen decidió trabajar con la productora Suomen Filmiteollisuus (SF) por motivos económicos. Se iniciaba así una colaboración de un cuarto de siglo entre Toivo Särkä y Ikonen, tiempo durante el cual rodaron doce producciones. En noviembre de 1937 se estrenaba la cinta dirigida por Wilho Ilmari Kuriton sukupolvi, basada en una obra teatral de Mika Waltari, y en la que actuaba Uuno Laakso.
En 1938 protagonizó las comedias Rykmentin murheenkryyni y Olenko minä tullut haaremiin, ambas fotografiadas por Theodor Luts.
Ikonen y Palo volvieron a trabajar juntos en la primavera de 1939 en el drama Jumalan tuomio, sobre las secuelas de la Guerra civil finlandesa, siendo muy elogiado por la crítica su papel de Helena. En el verano de ese mismo año empezó a rodar el musical dirigido por Yrjö Norta SF-paraati, actuando también junto a Palo. La cinta tenía composiciones musicales de Georg Malmstén.
En 1940 Ikonen actuó en cuatro películas, dos de ellas con Tauno Palo. Serenaadi sotatorvella, estrenada el día de Año Nuevo de 1940, era protagonizada por Kaarlo Angerkoski, que había fallecido en otoño. En octubre de 1940 se estrenó el drama de época Runon kuningas ja muuttolintu, encarnando Ikonen a Emilie Björkstén, siendo acompañada en el reparto por Eino Kaipainen. Fue para la actriz uno de los trabajos más destacados de su carrera. En la Navidad de 1940 se estrenaba Oi, kallis Suomenmaa, cinta de carácter patriótico en la cual también actuaba Kaipainen. En 1941 se filmó el debut como director de Hannu Leminen, Täysosuma, actuando Ikonen con Aku Korhonen. Debido a la Guerra de Continuación, la cinta no se estrenó hasta noviembre de 1941.
Kulkurin valssi comenzó su filmación en verano de 1940. Tauno Palo fue Arnold y Ansa Ikonen encarnó a Helena. También actuaba Regina Linnanheimo. Estrenada en enero de 1941, tuvo un gran éxito de público y llegó a ser un clásico del cine finlandés, solo siendo superada en taquilla en 1955 por Tuntematon sotilas.
Ikonen protagonizó dos películas en 1942. Una de ellas, dirigida por Toivo Särkkä, fue el melodrama Uuteen elämään, en el que actuaba Unto Salminen. La segunda fue una producción de Orvo Saarikivi, Rantasuon raatajat, que contaba con Eino Kaipainen, y que estaba basada en una novela de Urho Karhumäki.
Tyttö astuu elämään se estrenó en el invierno de 1943, y fue escrita por Mika Waltari. La cinta fue prohibida tras la guerra.
En Vaivaisukon morsian Ikonen actuó acompañada por Kaipainen y Palo. La cinta se basaba en una historia de Jarl Hemmer. Estrenada en enero de 1944, la actriz recibió elogiosas críticas. Fue elegida como la mejor película finlandesa de 1943–1945. Por su trabajo en la película, en noviembre de 1944 Ikonen recibió el Premio Jussi a la mejor actriz, y Kyllikki Väre el Jussi a la mejor actriz de reparto.
A finales de 1943 Särkkä sugirió a Ikonen ser la directora de la cinta Nainen on valttia, que tenía guion de Mika Waltari. La actriz fue también la protagonista, pero ella no estaba totalmente convencida de su habilidad como realizadora. Además, se daba la circunstancia de que solamente una vez antes que ella había dirigido una mujer en Finlandia,  Glory Leppänen en 1936. El rodaje sufrió interrupciones a causa de la guerra, y el protagonista masculino, Unto Salminen, estuvo enfermo. La película se estrenó a finales de verano de 1944. Aunque el éxito de la cinta fue relativo, la crítica ensalzó el resultado, dadas las negativas circunstancias en las cuales se desarrolló el rodaje.
Dirigida por Orvo Saarikivi, Suomisen Olli rakastuu se estrenó en la Navidad de 1944. Actuó con Lasse Pöysti, y la película tuvo un buen resultado. En octubre de 1945 rodó Nokea ja kultaa, cinta dirigida e interpretada por Edvin Laine, en la cual actuaban igualmente Veli-Matti Kaitala y Ritva Åberg. Se dio la circunstancia de que la madre de Ikonen falleció durante el rodaje.
Ikonen no volvió a estrenar hasta el año 1947, cuando llegaron a las salas las películas Pikku-Matti maailmalla y Pikajuna pohjoiseen. La última fue un gran éxito y tuvo dos Premios Jussi, y en la misma trabajaban los actores Eino Kaipainen y Leif Wager. Pikajuna pohjoiseen fue la única cinta producida por Fenno-Filmi en la que actuó Ikonen.
En marzo de 1948 llegó a las salas la novena película de Ansa y Tauno, Laitakaupungin laulu, dirigida por Edvin Laine. Al siguiente año, y con dirección de Valentin Vaala, actuó en el drama de época Jossain on railo, actuando junto a Santeri Karilo y Ekke Hämäläinen. 
En febrero de 1950 Ansa y Tauno actuaron de nuevo juntos en la película de Matti Kassila Professori Masa. Nuevamente dirigida por Kassila, en 1953 trabajó en Tyttö kuunsillalta acompañada por Joel Rinne. La cinta, con muy buenas críticas, se basaba en un escrito de Hella Wuolijoki.
A principios de 1951 se estrenó la comedia Gabriel, tule takaisin, escrita por Waltari, dirigida por Vaala y protagonizada por Tarmo Manni, Emma Väänänen y Salli Karuna. Ikonen encarnaba a Rosa Pakkala.
Basada en un texto de Wuolijoki, Vihaan sinua – rakas se estrenó con muy positivas críticas en noviembre de 1951. La película fue interpretada y dirigida por Edvin Laine. Actuaban en la misma Leena Häkinen, Lasse Pöysti, Eija Inkeri, Eila Peitsalo y Jalmari Rinne.
A principios de 1952 se estrenó la comedia Kulkurin tyttö, dirigida por Vaala, debutando en la misma la actriz Tea Ista. Aunque la actuación de Ikonen fue buena, la película, basada en un texto de Martti Larni, no fue del agrado de la crítica.
Toivo Särkkä dirigió Rakas lurjus, estrenada en la primavera de 1955. Se basaba en una comedia representada en giras veraniegas por Ansa Ikonen, Edvin Laine y Joel Rinne, que también asumieron los papeles de la adaptación cinematográfica, motivo por el cual se agilizó el rodaje. Al igual que la obra teatral, la cinta fue un éxito de taquilla.
A mediados de los años 1950 se estrenaron las dos últimas películas de Ansa y Tauno. Isän vanha ja uusi, escrita por Seere Salminen, fue dirigida por Matti Kassila. Actuaban en la cinta Hillevi Lagerstam, Elina Pohjanpää y Marjatta Kallio. La crítica no consideró destacada la actuación de Ikonen en la película. La segunda película, estrenada el 12 de octubre de 1956, fue Ratkaisun päivät, y la dirigió Hannu Leminen. Fue considerada antisoviética, y por ello estuvo un tiempo prohibida en los años 1970.
En enero de 1958 se estrenó la producción dirigida por Jack Witikka Äidittömät, adaptación de una obra teatral en la cual Ikonen había desempeñado el mismo papel.
El 13 de octubre de 1961 se estrenó Miljoonavaillinki, cinta dirigida por Toivo Särkkä basada en una obra teatral de Mika Waltari que también había interpretado Ikonen. En la cinta actuaba Helge Herala.
Dieciséis años después de haber finalizado su carrera en el cine, a Ikonen se le ofreció un papel de reparto en la película de Don Siegel Phone, el de la madre del personaje interpretado por Donald Pleasence. Fue su única película en color

### Radio y televisión
Además de su carrera teatral y cinematográfica, Ikonen hizo varias actuaciones radiofónicas. Participó en los shows Kaksintaistelu ateljeessa (1938) y Vahtonen ei vedä vesiperää (1963). Además, participó en la emisión Pohjalaisia (1954) junto a Tauno Palo.
Ikonen protagonizó también dos telefilmes: Viehättävä vaimoni (1963) y Robinson Crusoe Jr (1976). Además hizo un papel de reparto en la serie televisiva Me Tammelat, muy popular en su país en los años 1960. Entre 1969 y 1970 Ikonen actuó igualmente en la serie Matleena ja päärynäpuu, y en 1966–1967 Ikonen fue una habitual, junto a Tauno Palo, del programa de entretenimiento de Yleisradio Tullaan tutuiksi.

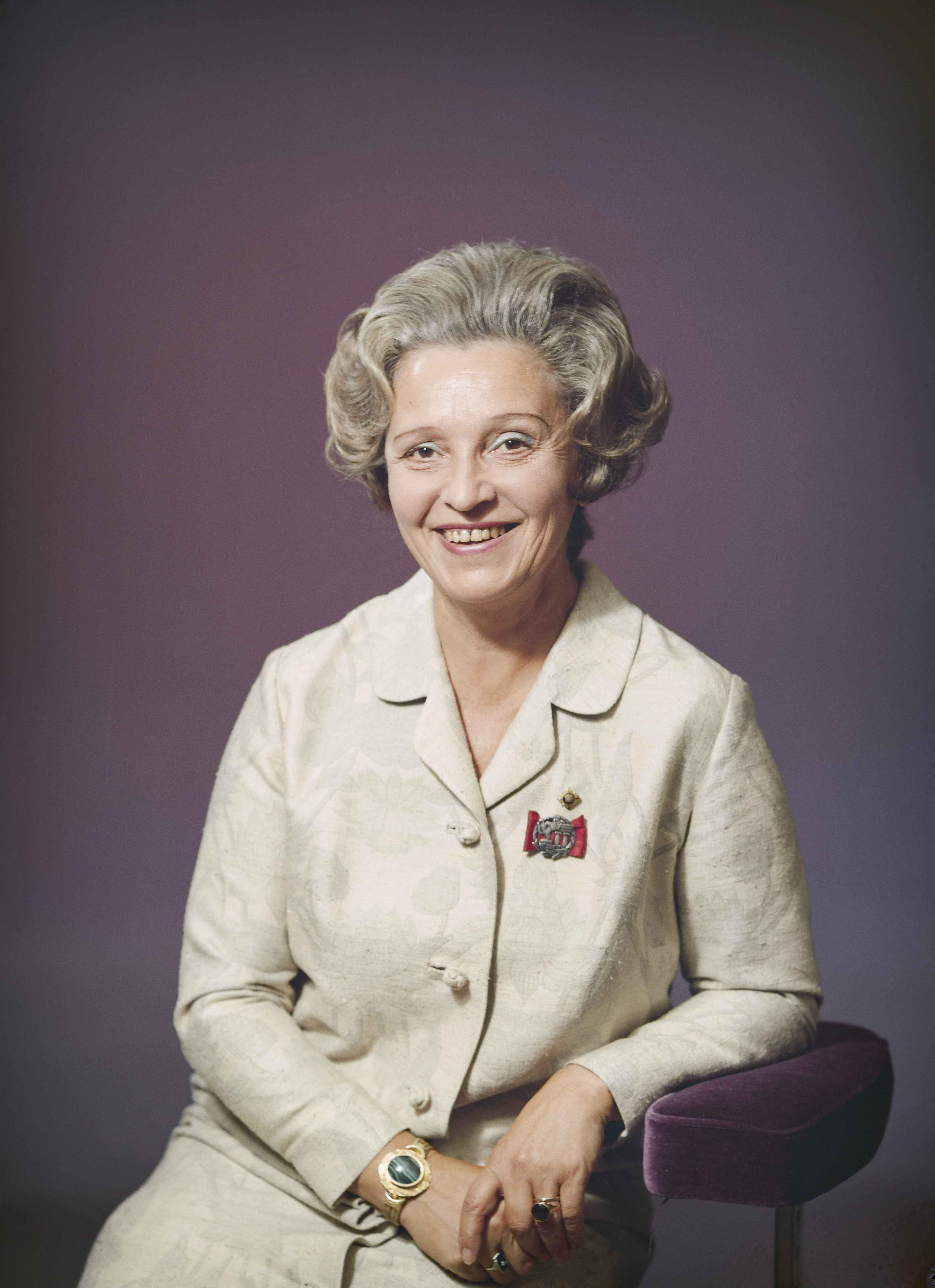
Ansa Ikonen en 1971

### Vida privada

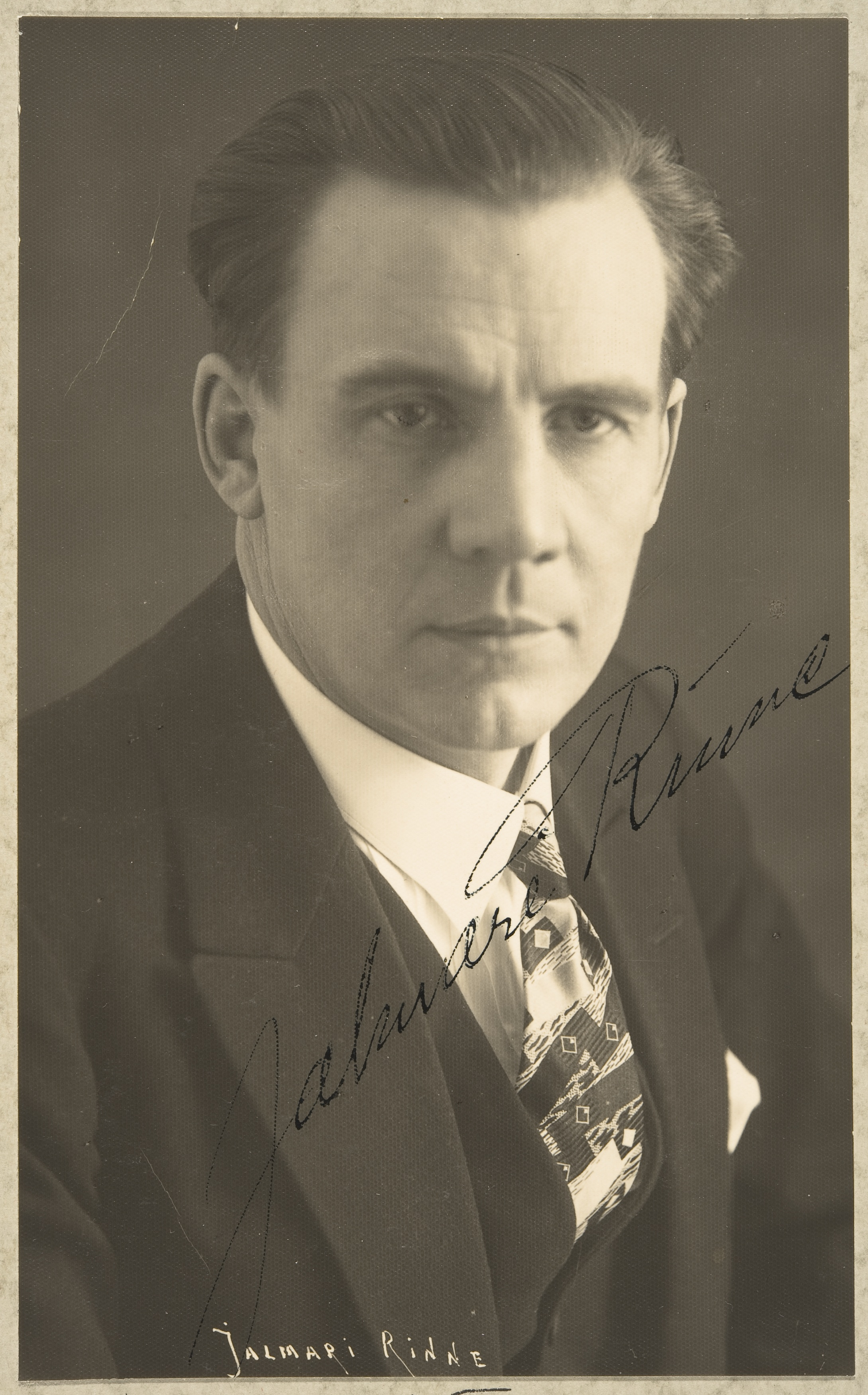
El marido de Ansa Ikonen, Jalmari Rinne

Ansa Ikonen conoció a su futuro marido, Jalmari Rinne (1893–1985), en el Teatro Nacional de Helsinki (Helsingin Kansanteatteri). Jalmari Ivar Rinne era 20 años mayor que Ikonen, y estaba casado en primeras nupcias con Anni Aitto (1892–1976), con la que tenía tres hijos: Tommi Rinne (1925–1999), Tiina Rinne (1929) y Taneli Rinne (1934).
Ikonen y Rinne esperaban un hijo en 1939, por lo que él decidió divorciarse. La pareja se casó el 29 de julio de 1939. Su primera hija, Katriina Rinne, nació en Pori el 6 de diciembre de 1939, y la segunda, Marjatta Rinne, en Helsinki el 6 de abril de 1945. Las dos hermanas fueron también actrices.
Ansa Ikonen enviudó en octubre de 1985 y fue a vivir a una residencia para actores en Munkkiniemi, Helsinki, dos años después. Allí falleció tras una larga enfermedad el 23 de mayo de 1989, a los 75 años de edad.

## Filmografía
- 1934 : Minä ja ministeri
- 1934 : Meidän poikamme ilmassa – me maassa
- 1935 : Syntipukki
- 1935 : Kaikki rakastavat
- 1936 : Vaimoke
- 1937 : Ja alla oli tulinen järvi
- 1937 : Koskenlaskijan morsian
- 1937 : Kuin uni ja varjo
- 1937 : Kuriton sukupolvi
- 1938 : Rykmentin murheenkryyni
- 1938 : Olenko minä tullut haaremiin
- 1939 : Jumalan tuomio
- 1940 : SF-paraati
- 1940 : Serenaadi sotatorvella
- 1940 : Runon kuningas ja muuttolintu
- 1940 : Oi, kallis Suomenmaa
- 1941 : Täysosuma
- 1941 : Kulkurin valssi
- 1942 : Uuteen elämään
- 1942 : Rantasuon raatajat
- 1943 : Tyttö astuu elämään
- 1944 : Vaivaisukon morsian
- 1944 : Suomisen Olli rakastuu
- 1944 : Nainen on valttia
- 1945 : Nokea ja kultaa
- 1947 : Pikku-Matti maailmalla
- 1947 : Pikajuna pohjoiseen
- 1948 : Laitakaupungin laulu
- 1949 : Jossain on railo
- 1950 : Professori Masa
- 1951 : Vihaan sinua – rakas
- 1951 : Gabriel, tule takaisin
- 1952 : Kulkurin tyttö
- 1953 : Tyttö kuunsillalta
- 1955 : Rakas lurjus
- 1955 : Isän vanha ja uusi
- 1956 : Ratkaisun päivät
- 1958 : Äidittömät
- 1961 : Miljoonavaillinki
- 1977 : Puhelin

## Referencias

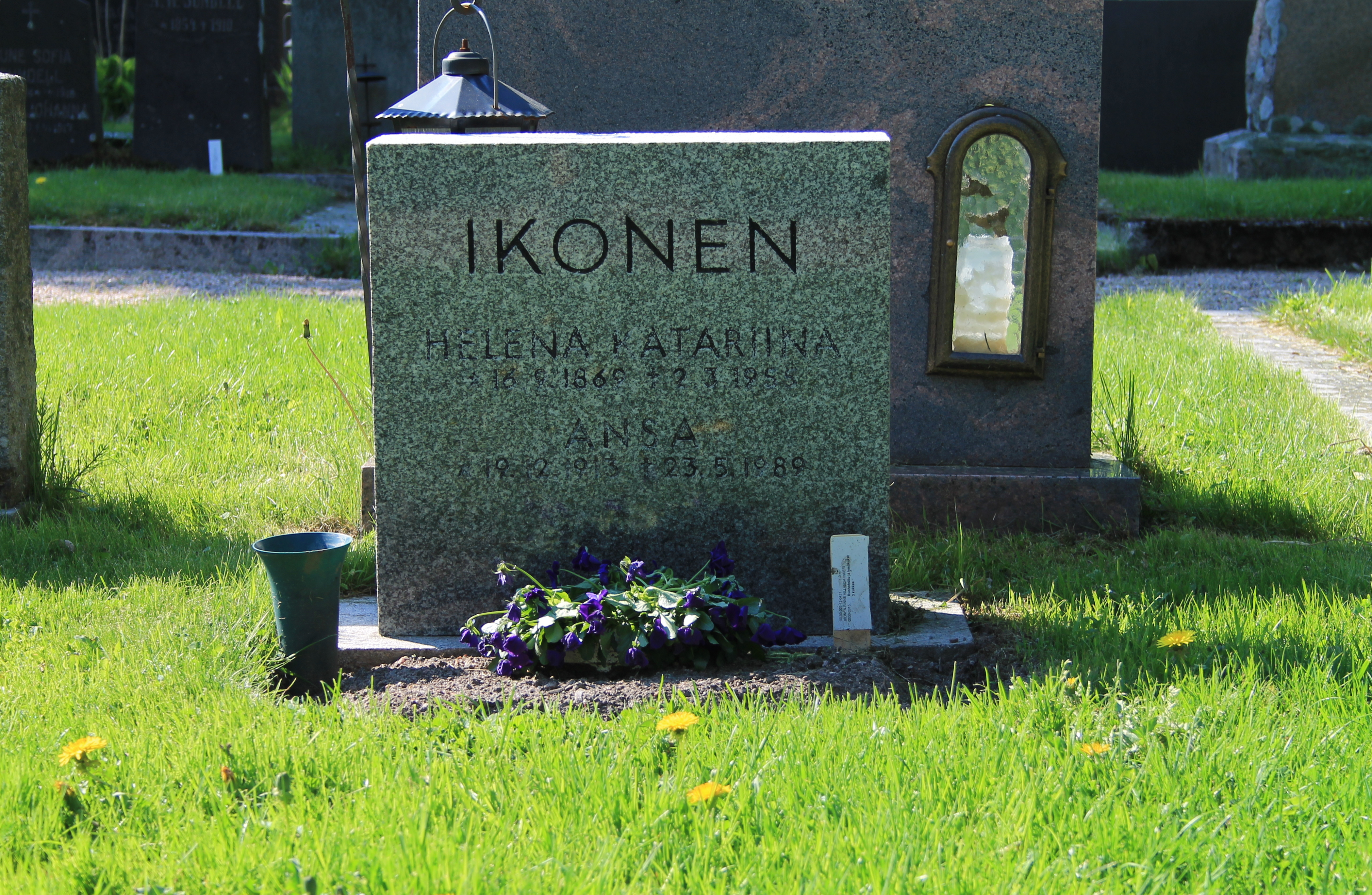
Tumba de Ansa Ikonen en el Cementerio Malmi de Helsinki

## Discografía
- Kulkurin valssi
- Nuoruuden sävel
- On silmäsi tummat kuin etelän yö
- Oravan jäljillä
- Potkut sain
- Puna puna kirkas
- Rosvo-Roope
- Se onni on
- Vaimoke
- Voi kuinka pieninä palasina
- Ystävyys